# (2777) Shukshin
(2777) Shukshin ist ein Asteroid des Hauptgürtels, der am 24. September 1979 vom russischen Astronomen Nikolai Stepanowitsch Tschernych am Krim-Observatorium in Nautschnyj (IAU-Code 095) entdeckt wurde.
Der Asteroid wurde nach dem russischen Schriftsteller, Regisseur und Schauspieler Wassili Makarowitsch Schukschin (1929–1974) benannt, der in seinem Schaffen anstrebte, die mit dem Alltagsleben von einfachen Menschen vor allem im sowjetischen Dorf verbundenen Schwierigkeiten zu schildern und damit dem Kino und Theater der Sowjetunion in den 1970er Jahren neue Impulse gab.